# Luisa Borges
Luisa Nunes Porto Borges (Rio de Janeiro, 20 de abril de 1996) é uma praticante brasileira de natação artística.  Participou dos Jogos Olímpicos de Verão de 2016, no Rio de Janeiro. Tem duas medalhas em Jogos Sul-Americanos.

## Carreira
Praticava natação até 2009, quando passou a se dedicar apenas ao nado artístico no Fluminense. Passou a formar dupla com Maria Eduarda Miccuci, conquistando o título Sul-Americano de 2014, em Mar del Plata, na Argentina. Foi medalha de ouro no dueto durante os Jogos Sul-Americanos de 2014, em Santiago, no Chile.
Competiu nos Jogos Pan-Americanos de 2015, em Toronto, no Canadá, novamente ao lado de Maria Eduarda Miccuci. A parceria ficou em quarto lugar, com 163,2667 pontos.
No Campeonato Mundial de Esportes Aquáticos de 2015, em Kazan, na Rússia, a parceria chegou na final e terminou em 12º lugar.
Luisa Borges competiu nos Jogos Olímpicos de 2016, com a equipe ela ficou em 6º lugar, com 171.9985 pontos. No dueto ao lado de Maria Eduarda Miccuci, terminaram em 13º, não se classificando para a final.
A partir de 2017, passou a fazer dupla com Maria Clara Lobo. Ficou em 15º lugar no dueto durante o Campeonato Mundial de Esportes Aquáticos de Budapeste. Nos Jogos Sul-Americanos de 2018, conquistou a prata.
Disputou o Campeonato Mundial de Esportes Aquáticos de 2019, novamente ao lado de Maria Clara, ficando em 17º lugar no dueto técnico. Ficou de fora da rotina livre após Maria Clara testar positivo no antidoping.
Para os Jogos Pan-Americanos de 2019, Luisa teve Laura Miccuci como parceira. Teve apenas duas semanas para se preparar com o novo dueto, mas conseguiu a quarta colocação na disputa.
Luisa venceu três vezes o Prêmio Brasil Olímpico na natação artística: 2015, 2016 e 2021.